# 塔拉瓦伊島
塔拉瓦伊島（Taravai）是南太平洋法屬波利尼西亞的島嶼，屬於甘比爾群島的一部分，位於大溪地東南約1,635公里，由甘比尔市镇管辖，長4.8公里、寬2.4公里，面積5.7平方公里，最高點海拔高度256米，2012年人口为9。